# Peacock Theater

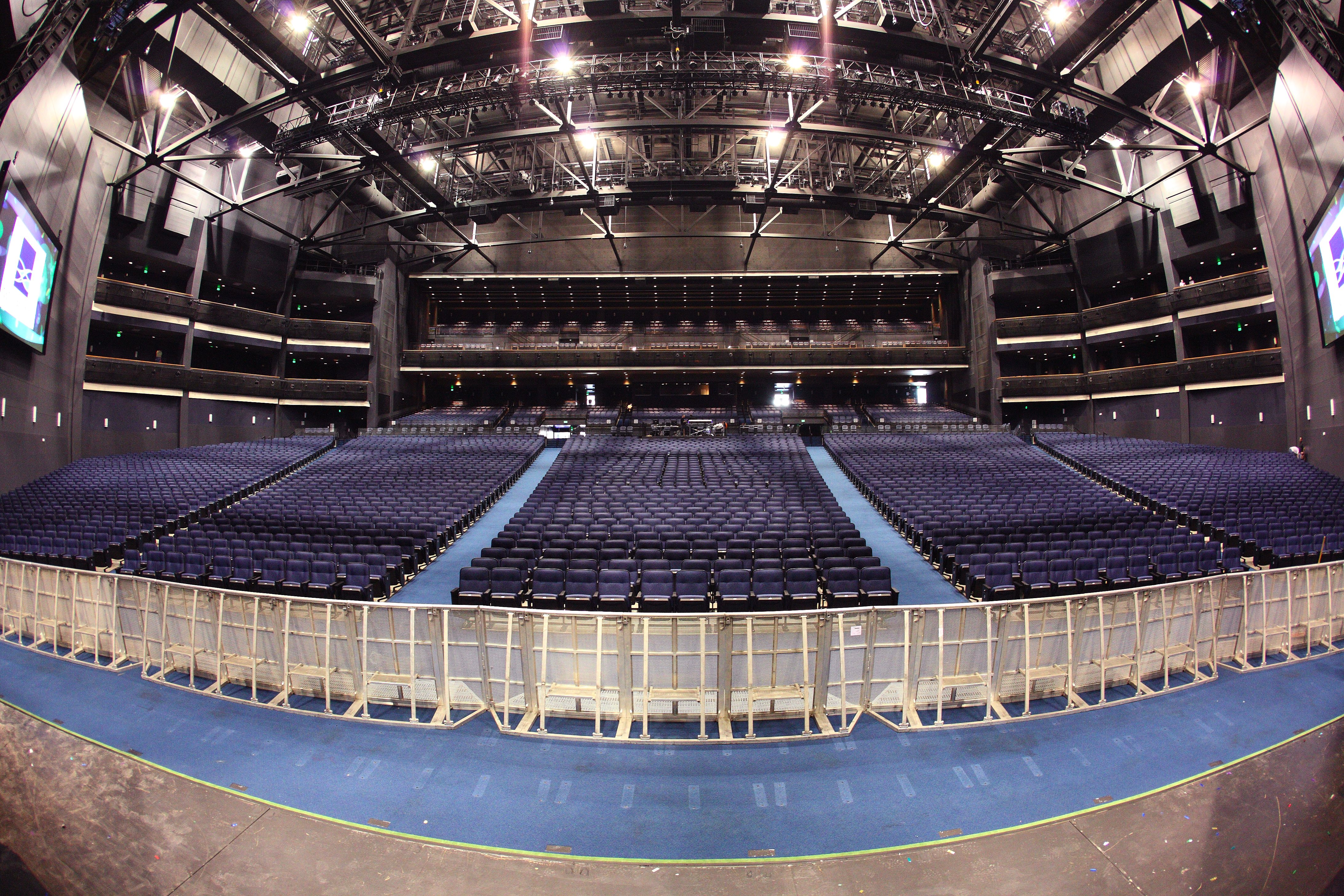
Вид со сцены Peacock Theater (октябрь 2007)

Peacock Theater (ранее Microsoft Theater и Nokia Theatre L.A. Live) — концертная и театральная площадка в Даунтауне Лос-Анджелеса, Калифорния, в L.A. Live. Зрительный зал театра рассчитан на 7100 мест, а сцена является одной из самых больших крытых сцен в Соединённых Штатах.

## История
Nokia Theatre был спроектирован ELS Architecture and Urban Design из Беркли, Калифорния, по запросу Anschutz Entertainment Group в 2002 году. Театр открылся 18 октября 2007 года шестью концертами, в которых приняли участие группы The Eagles и The Dixie Chicks. 7 июня 2015 года Nokia Theatre был переименован в Microsoft Theater в рамках нового соглашения о правах на именование с AEG Live, заключённого после поглощения корпорацией Microsoft бизнеса мобильных устройств Nokia 2014 года. В рамках того же соглашения L.A. Live plaza была переименована в Microsoft Square (ныне Xbox Plaza), а Microsoft модернизировала технику площадки. В 2023 году Microsoft Theater был переименован в Peacock Theater в рамках нового соглашения между AEG Live и NBCUniversal, которой принадлежит стриминговый сервис Peacock.

## Проводимые мероприятия

### Церемонии награждения
С 2008 года в Peacock Theater проводится Прайм-таймовая премия «Эмми» (за исключением 2020 года всилу пандемии COVID-19), которая переехала из Шрайн-Аудиториум. После «Эмми» традиционно проводится музыкальный фестиваль Governors Ball в Los Angeles Convention Center. «Эмми» будет продолжать проводиться в Peacock Theater минимум до 2022 года, вероятно до 2026.
В 2008 и 2011 году на площадке проводился The Grammy Nominations Live — концерт, анонсирующий номинантов на «Грэмми». Сама церемония «Грэмми» проводится в Стейплс-центре, однако прайм-таймовая церемония проводится в Peacock Theater — здесь присуждается приблизительно 70 категорий «Грэмми».
С 2013 года в Peacock Theater проводятся ежегодные церемонии BET Awards. С 2015 года Джефф Кили проводит в Peacock Theater церемонии The Game Awards.
18 апреля 2013 года на площадке было проведено 28-е ежегодное включение в Зал славы рок-н-ролла.

### Спорт
На площадке проводились боксёрские матчи Golden Boy Promotions и Premier Boxing Champions.
В 2028 году в Peacock Theater будут проводиться соревнования по тяжёлой атлетике в рамках Летних Олимпийских игр.

### Прочее
2 июля 2011 года в рамках Anime Expo на площадке прошло дебютное в США выступление виртуальной певицы Мику Хацунэ. Мику трижды возвращалась в Peacock Theater в рамках собственного тура Miku Expo — 11—12 октября 2014 года, 6 мая 2016 года и 29 июня 2018 года.